# Elaphria guttula
Elaphria guttula là một loài bướm đêm trong họ Noctuidae.